# Rotlle (manuscrit)

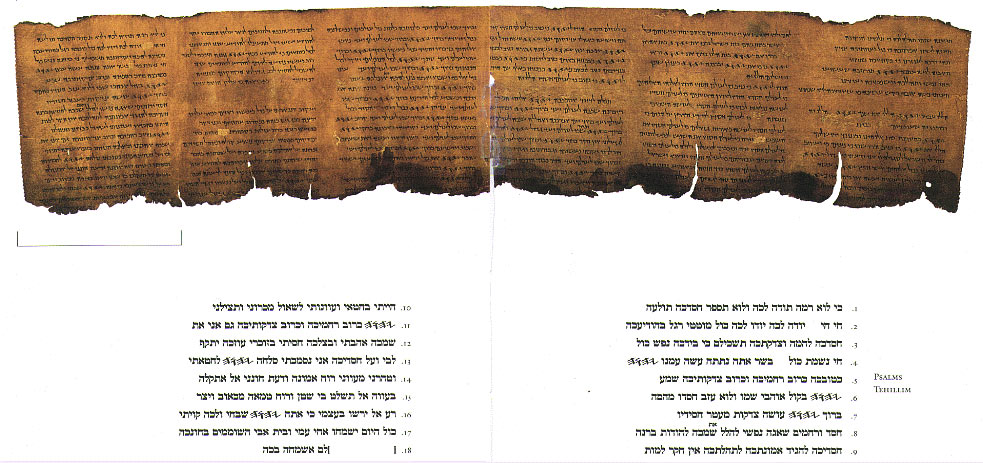
Rotlle dels Salms. Un dels Rotlles del Mar Mort. Aproximadament 100 aC. - Suport: Pergamí (Pell de vedell) - Format: Volum.

Un rotlle és, en termes de manuscrits antics, una llarga làmina, generalment de papir o pergamí enrotllada sobre si mateixa, que s'escrivia abans del desenvolupament dels còdex que, encara que escrits al començament sobre aquests mateixos suports, van tenir el format dels llibres actuals.

## Característiques

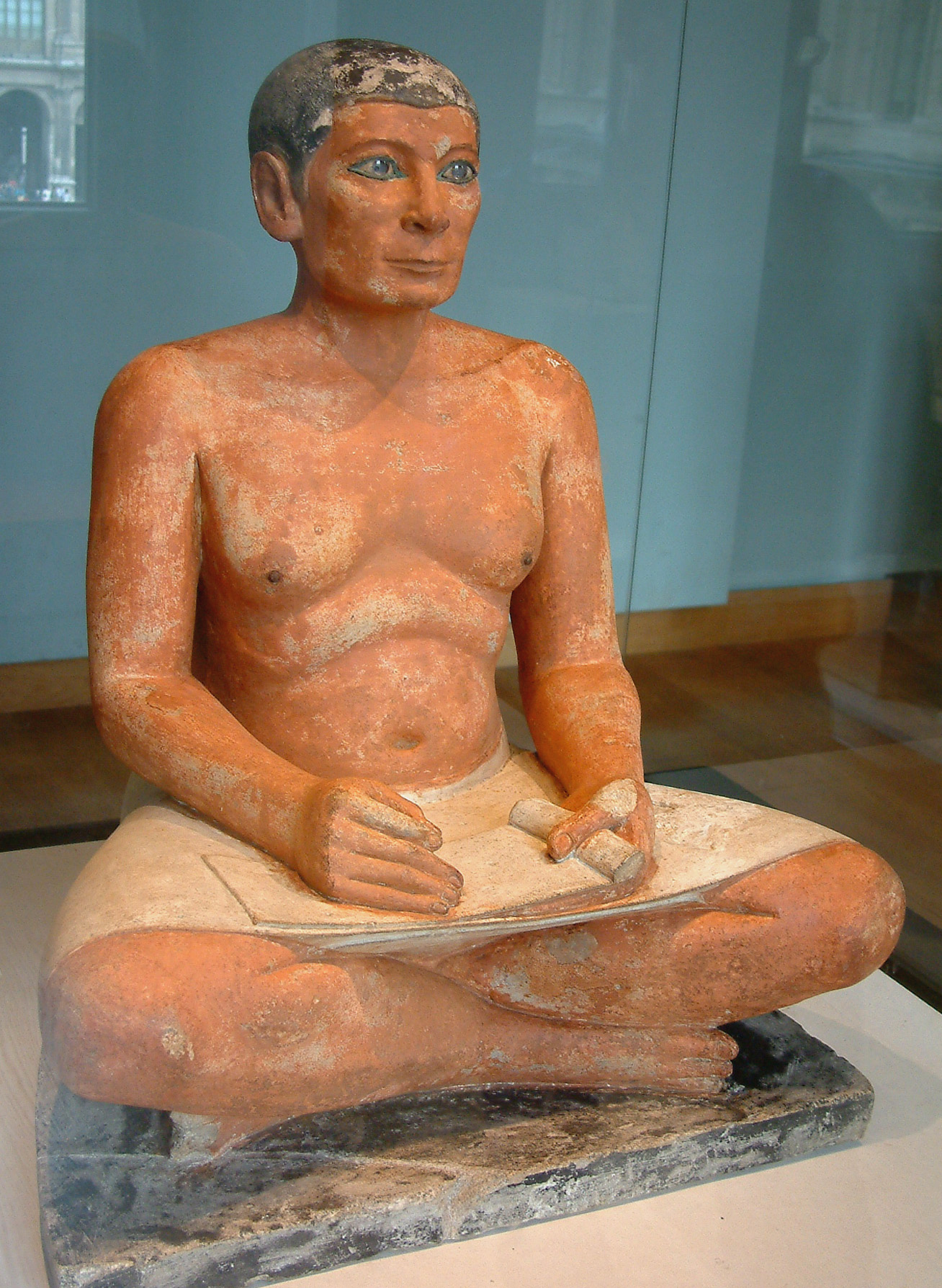
LEscriba assegut egipci, amb un rotlle de papir. Escultura en pedra calcària. Dinastia IV a V, 2600-2350 aC.

Per manejar millor els rotlles i facilitar el seu emmagatzemament i preservació se'ls pegava al final de l'últim full un cilindre de fusta, os o vori (g. omphalos, lat. umbilicus) i al voltant d'ell s'embolicava la tira. S'unien no més de 20 fulls per formar un rotlle. La primera s'anomenava en grec "Protókollos". Generalment s'escrivien d'un sol costat però en molts casos d'ambdós costats.
S'estima que a la Biblioteca d'Alexandria hi havia entre 400.000 a 700.000 rotlles (encara que s'ha de considerar que un sol cant de la Ilíada o L'Odissea ocuparia un rotlle de papir). Molts rotlles van ser rescatats en la seva forma primitiva en excavar les ruïnes d'Herculà i altres llocs.
El text de les obres es distribuïa en diversos rotlles, de longitud més o menys similar, i tenint en compte la seva divisió per capítols. Els texts breus es reunien en un mateix rotlle. La tendència era armar rotlles de 6 o 7 metres, que formessin un cilindre de 5 a 6 cm de diàmetre, còmodes per portar a la mà.
A partir del segle iii, els rotlles van començar a ser reemplaçats pels còdexs, encara utilitzant papir o preferentment pergamí. No obstant això després d'aquella època els rotlles van continuar produint-se en certs casos.
Mónica Izquierdo distingeix en l'«espai documental» (espai físic), hi ha dos tipus d'organització. Primer la continuïtat, pròpia del rotlle, i la discontinuïtat, pròpia del còdex i el llibre convencional. Per a llegir-lo, un rotlle ha de ser estès des del seu començament. El còdex i el llibre poden obrir-se en qualsevol pàgina, com per exemple els diccionaris amb les inicials emblanquinades.

## Suports

### Papir

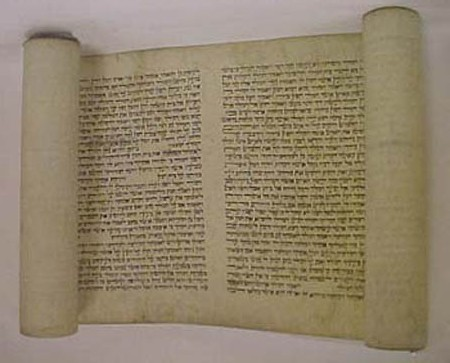
"El llibre de la Reina Ester", segles i, Suport: pergamí. Format: volum. Hebreu. Escriptura sefardita quadrada.

Presa de l'egipci antic per-peraâ, que significa «arbust del Nil» i adaptat el nom original pels grecs sota la forma pápyros, es va acabar reservant el terme býblos, que de vegades coexisteix amb l'anterior, per referir-se al producte material, el rotlle, una vegada que havia estat confeccionat. Se suposa que la paraula va derivar del nom del port que exportava grans quantitats d'aquest material: Biblos.
A l'Egipte antic es donava forma rectangular als fulls obtinguts i després aquestes s'unien per les seves vores fins a obtenir una llarga tira que s'enrotllava per a la seva millor manipulació, tant en l'escriptura com a la lectura. Com cada full consistia en la superposició de dues capes de tires disposades perpendicularment, els fulls per formar el rotlle s'unien en forma tal que pogués escriure's en el sentit de les fibres, exceptuant els fulls dels extrems - les de millor qualitat - que es posaven a 90 graus per donar-li al rotlle major consistència. Després s'enrotllava la làmina amb l'escriptura cap a l'interior. S'engantxaven en els marges extrems de la tira una vora de papir per evitar que s'esquincés. El suport de papir només podia conservar-se en el clima sec d'Egipte, ja que es deteriora fàcilment amb la humitat de l'ambient.
A Egipte es van fer servir rotlles de papir des dels primers temps del Regne Antic. El rotlle de papir més antic va ser trobat a la tomba d'Hemaka, (primera dinastia), a la necròpoli de Saqqara, al voltant de 2900 anys aC., però el text no és visible. Els rotlles escrits més antics que disposem són de la quarta i la cinquena dinastia.
El papir Prisse redactat probablement cap al final de la Dinastia XI és un dels millor conservats trobats fins al moment i també un dels primers en el format de rotlle. L'orientalista francès Émile Prisse va obtenir aquest document a Tebes el 1856 i es conserva a la Biblioteca Nacional de França.
El rotlle de papir més llarg arribat fins a nosaltres mesura 40,52 metres (Papir Harris I al Museu Britànic). Té un text de 1.500 línies. Va ser redactat en escriptura hieràtica durant el regnat de Ramsés IV - ca. 1145 a 1155 aC. Està dividit en cinc seccions i té tres il·lustracions.
A causa de la longitud normal de la tija de la planta, un full de 30 cm era costós i un de 35 cm molt rar. En general un papir de més de 23 cm d'altura, era sempre una mica luxós. Això es va vincular estretament amb l'evolució del format del rotlle.
En principi utilitzat exclusivament a Egipte, l'ús del papir es va estendre a Grècia en el segle V aC. i després a occident.

### Pergamí
Encara que els cuirs i pells van ser usats des de l'antiguitat, el pergamí es va començar a produir a Grècia al voltant del segle ii aC. El seu nom deriva d'un dels seus principals centres de producció: el regne de Pèrgam. Aquest suport era preferit per la seva durabilitat. Admetia correccions de l'escriba. Inicialment no podia escriure's per ambdós costats com de vegades s'aconseguia amb els rotlles de papir. Però, i principalment pel cost de la seva producció, era freqüent que es raspés tot el seu text anterior (la qual cosa va donar origen al palimpsest) per escriure'n un nou (encara que hi ha indicis de què també els escrits de papir es "rentaven").
Existia una qualitat especial diferenciada: la vitel·la (vellum). La vitel·la s'elaborava amb pells d'animals no nats o de poques setmanes. Era una pell molt més fina, blanca, flexible i transparent. No es podia distingir la capa hielina de la carnosa, ja que aquesta estava poc desenvolupada.
D'altra banda, el papir només es produïa a Egipte. Sent monopoli de l'estat, això ocasionava a altres estats una dependència, a més de mantenir alt el preu. La conquesta d'Egipte pels àrabs (640 dC.) va interrompre el comerç del papir. Els rotlles de pergamí s'armaven cosint consecutivament les tires obtingudes en el procés. El Pentateuc Hebreu de Brussel·les (segle ix) va resultar de la unió de 57 pells i té una longitud de 36.5 m.
El rotlle de pergamí trobat més llarg és de 9,23 m. Tiene menys d'1 dècima de mil·límetre de gruix. Pertany al grup dels anomenats Manuscrits de la mar Morta i data aproximadament de l'any 70.
El pergamí va ser el suport per excel·lència a partir dels segles iii i iv, fins a la introducció del paper pels àrabs a Europa a finals del segle viii. Després de la difusió d'aquest, va continuar sent el material preferit per als còdexs miniats o il·luminats durant molt temps.

### Cuirs i pells
Els cuirs i pells d'animals, adobats i tractats amb procediments molt més imperfectes que el que va permetre elaborar el pergamí al segle ii aC, van servir de suport a l'escriptura des de temps antics a moltes regions. La menció més primerenca de l'ús de pells com suport es troba en un text egipci de la Dinastia IV (c. 2550 AC.). El text més antic conservat en aquest material data de la Dinastia XII (2000-1800 Ac.) També es van fer servir a l'orient mitjà, l'Iran, l'Iraq i Turquestan. Els rotlles més famosos de cuir són els trobats a Qumran el 1947 (Rotlles del Mar Mort).

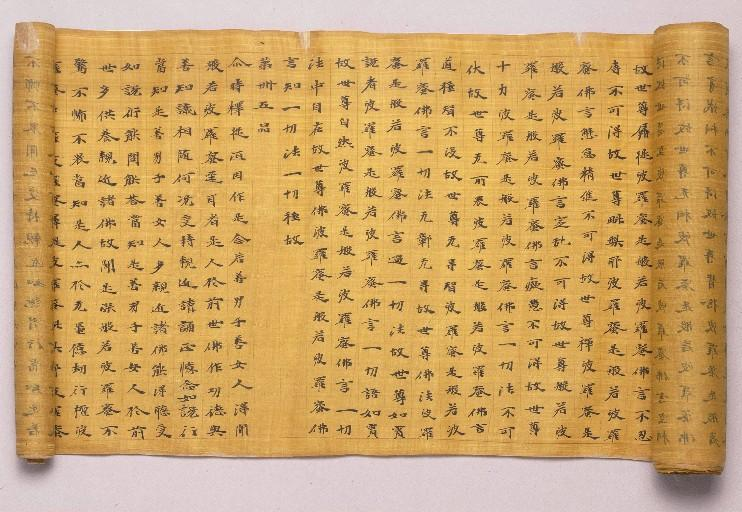
Rotlle manuscrit en seda. Segle V aC. Sutra de La gran virtut de la Saviesa. Trobat a les Coves de Mogao.

### Bambú - taulers de fusta - seda (La Xina)

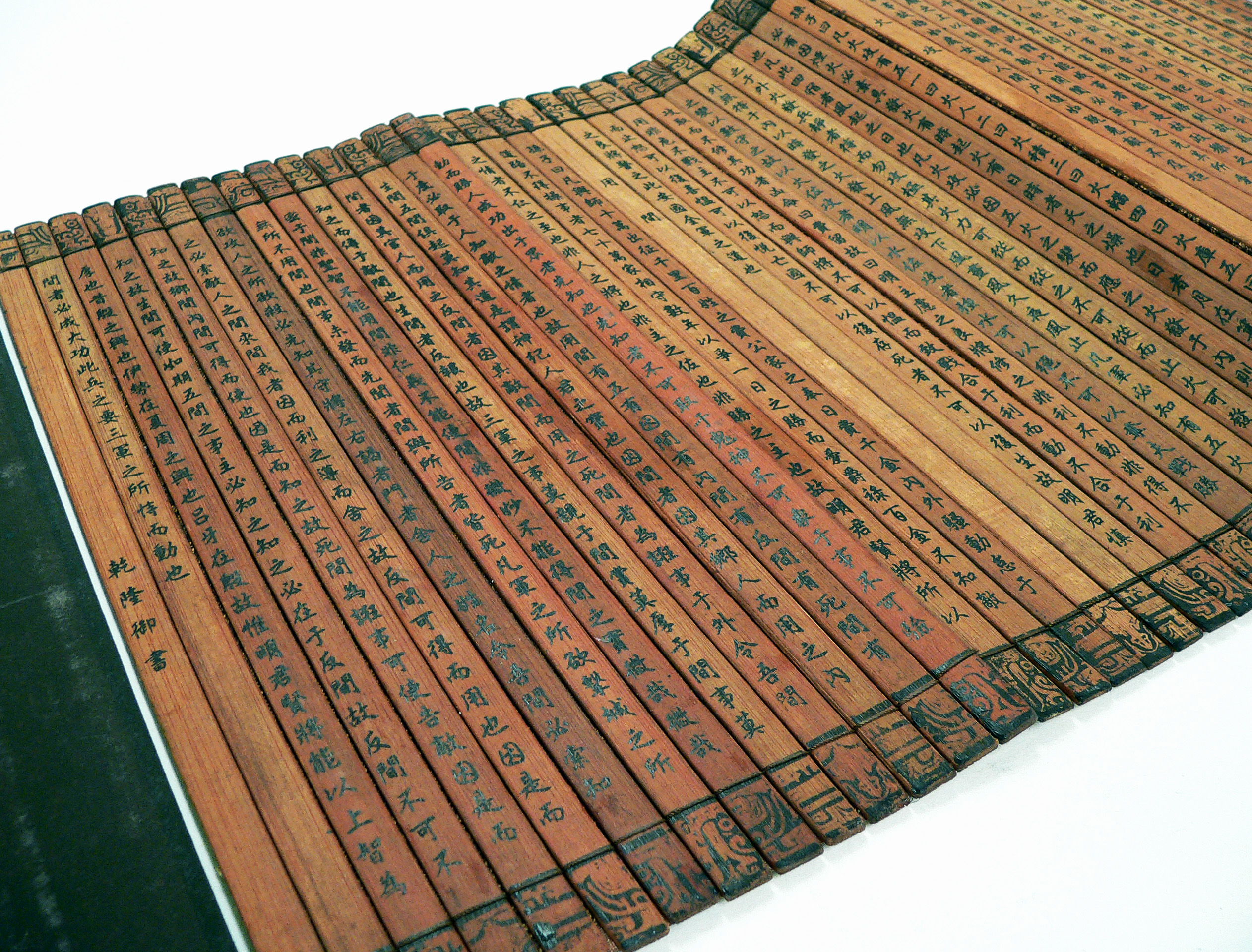
Manuscrit en rotlle de bambú. Còpia de L'art de la guerra de Sunzi

A la Xina, abans de la invenció del paper s'utilitzava la seda que després s'enrotllava, i també les tires de bambú i taulers de fusta, units i acomodats en forma de rotlle.
Fins al voltant del segle ii aC, l'escriptura xinesa es realitzava sobre superfícies dures. Després les inscripcions es feien sobre bronze i més endavant es van usar caràcters tallats en tires estretes de fusta o bambú subjectes amb corretges, que eren després enrotllades. Quan va arribar l'era de la dinastia Han (206 aC. a 220 dC.) va començar a utilitzar-se el pinzell i els caràcters s'escrivien amb tinta negra sobre rotlles de seda. Cap al segle ii, una vegada inventat el paper, els llibres es van escriure en rotlles d'aquest material. Després van començar a plegar-se els manuscrits en forma d'acordió el segle ix.

### Altres suports
La tela de lli va ser usada a l'antic Egipte per escriure, i entre els romans apareix també com material 'per a certs rituals' (cf. Tito Livio, X, 38: liber uetus linteus, entre els samnitas, etc.). Plinio parla duolumina lintea' per a documents privats, ja que les actes públiques es feien en plom. El text més llarg existent en escriptura etrusca (liber Linteus), conservat al Museu Arqueològic de Zagreb, està escrit en un rotlle de lli.
Els fulls de palma com a suport de l'escriptura van començar a usar-se a Àsia al segle V aC. i el seu ús va continuar fins al segle xix.
Escorça de bedoll: A l'àrea de Novgorod, Rússia, els arqueòlegs han desenterrat un miler de manuscrits i encara continuen els treballs. Molts són cartes d'estil col·loquial i relats tallats en rotlles d'escorça de bedoll. La majoria d'ells daten entre els segles XI i XV. Els manuscrits budistes més antics tambmé estan gravats en rotlles de d'escorça de bedoll, i daten dels segles I a V.
L'arqueologia al segle XX ha confirmat l'existència de rotlles d'escorça de bedoll que daten probablement del segle xvi, utilitzats pels Chippewa, el tercer gran poble natiu d'Amèrica del Nord, amb inscripcions de complexos models geomètrics i imatges.
La majoria dels rotlles trobats a Qumran eren de pell, encara que n'hi havia alguns en papir i un rotlle de coure, l'únic existent.
El 1979 es van trobar en una tomba en Ketef Hinnom, pròxim a Jerusalem, dos rotlles de plata amb escriptures bíbliques.
Un rotlle de plom amb la inscripció del Salm 80, en grec, va ser trobat a Rodes. No s'han trobat manuscrits d'aquest material a l'antic Israel, però alguns han interpretat el terme oferet (Job 19:24), "plom", com a referent a aquest suport d'escriptura.

## Formats de l'escriptura
Hi ha una diferenciació segons el sentit de la lectura. S'ha de diferenciar entre: Volum i Rotulus.

### Volum
(format horitzontal, del Lat. volvere : arrossegar)
La lectura era paral·lela al costat llarg de la tira o rotlle. El rotlle es desplegava horitzontalment. Aquest va ser el format usat gairebé de forma exclusiva, fins aproximadament el segle iii quan van començar a utilitzar-se els còdexs.
S'escrivia en forma de columnes acuradament alineades que anaven formant les pàgines del volum. La seva lectura era bastant dificultosa, ja que el lector subjectava el volum amb la mà dreta i per llegir-ho havia de desenrotllar-lo tirant amb la mà esquerra al mateix temps que l'anava enrotllant, per tant, aquesta forma cilíndrica entorpirà tota mena de consulta anterior ja que calia desenrotllar-lo de nou i anar enrotllant-se'l per l'altre extrem.
.

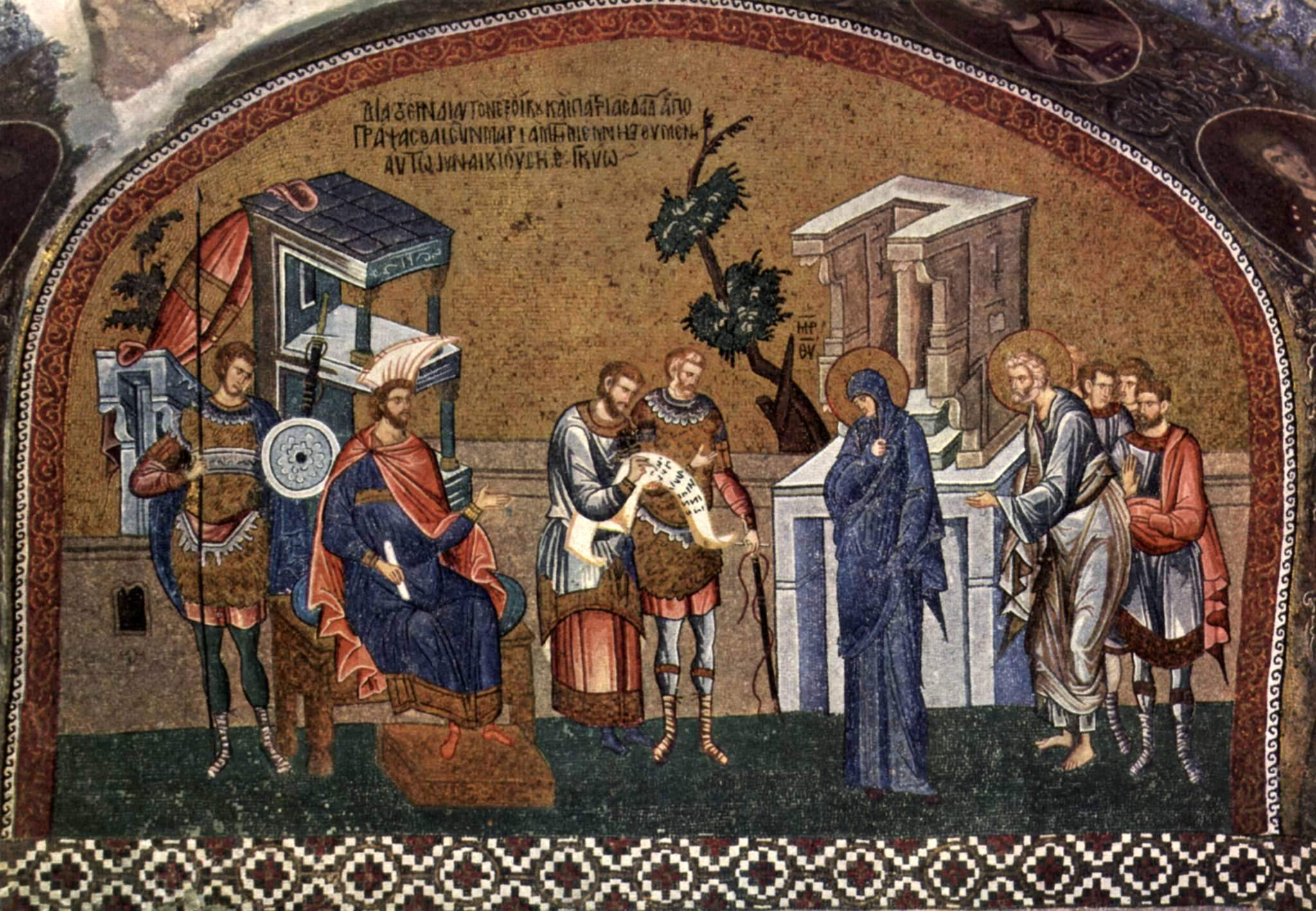
Mosaic a l'Església de Sant Salvador de Cora, Istanbul. 1315-20 - Maria i Josep a Jerusalem compareixen davant del governador romà Publi Sulpici Quirí per al cobrament d'impostos. - Un funcionari llegeix en el registre, en format rotulus

Els hebreus van escriure sempre en rotlles horitzontals. Van continuar amb aquesta pràctica fins a mitjan segle x. El rotlle del Pentateuc encara és usat a la litúrgia hebrea dels nostres dies.
Pot dir-se que del format "volum" va derivar en gran manera la tecnologia del "còdex". El segle ix van començar a plegar-se els rotlles manuscrits en forma d'acordió o mampara.

### Rotulus
(format vertical, del Lat. rotŭlus = cilindre, Pl. rotuli), també denominat: transversa charta.
La lectura era paral·lela al costat curt de la tira o rotlle i aquest es desplegava verticalment.
Quan Alexandre el Gran va conquerir Egipte va portar extensos texts de normes de govern, escrits en rotlles de 30 cm d'alt, en format volum, com era l'habitual. Durant l'Helenisme, la seva transcripció fidel resultava molt onerosa per l'escassetat de fulls de 30 cm. Els grecs el van resoldre rotant 90 graus el sentit de l'escriptura als rotlles. Quan els Romans van conquerir l'Egipte ptolemaic van continuar aquesta norma, però van augmentar l'ample dels seus documents legals per a demostar "qui estava al càrrec".
Encara que la lectura, i l'escriptura de rotlles en format rotulus era més còmoda en alguns casos (llistes, registres, rotlles obituaris del medioevo, p. ex.), eren incòmodes - igual com els volum - durant la lectura o escriptura, volia consultar-se qualsevol altra part del text.
Al segle iii la diversitat dels dos formats va cristal·litzar en dos grans corrents: la semítica i la grecoromana. El corrent semític va conservar la tradició fenícia del format volum (estretes columnes com suspeses al límit superior).
Malgrat que els manuscrits més antics de l'Alcorà van ser escrits majoritàriament en el format "còdex", es van recuperar alguns en rotlles de pergamí en el format "rotulus" (com a expressió de respecte es va continuar escrivint-ho només en pergamí fins al segle XIV). Un complet manuscrit de l'Alcorà requeria entre 500 i 700 pells. Els rotlles es dividien en diversos toms. La preferència d'un material més pesat i gruix i del format vertical (rotulus) sobre l'horitzontal (volum), pot haver estat dictada tant per demostrar la major autoritat sobre les tradicions Judeo Cristianes, com per diferenciar-se'n.

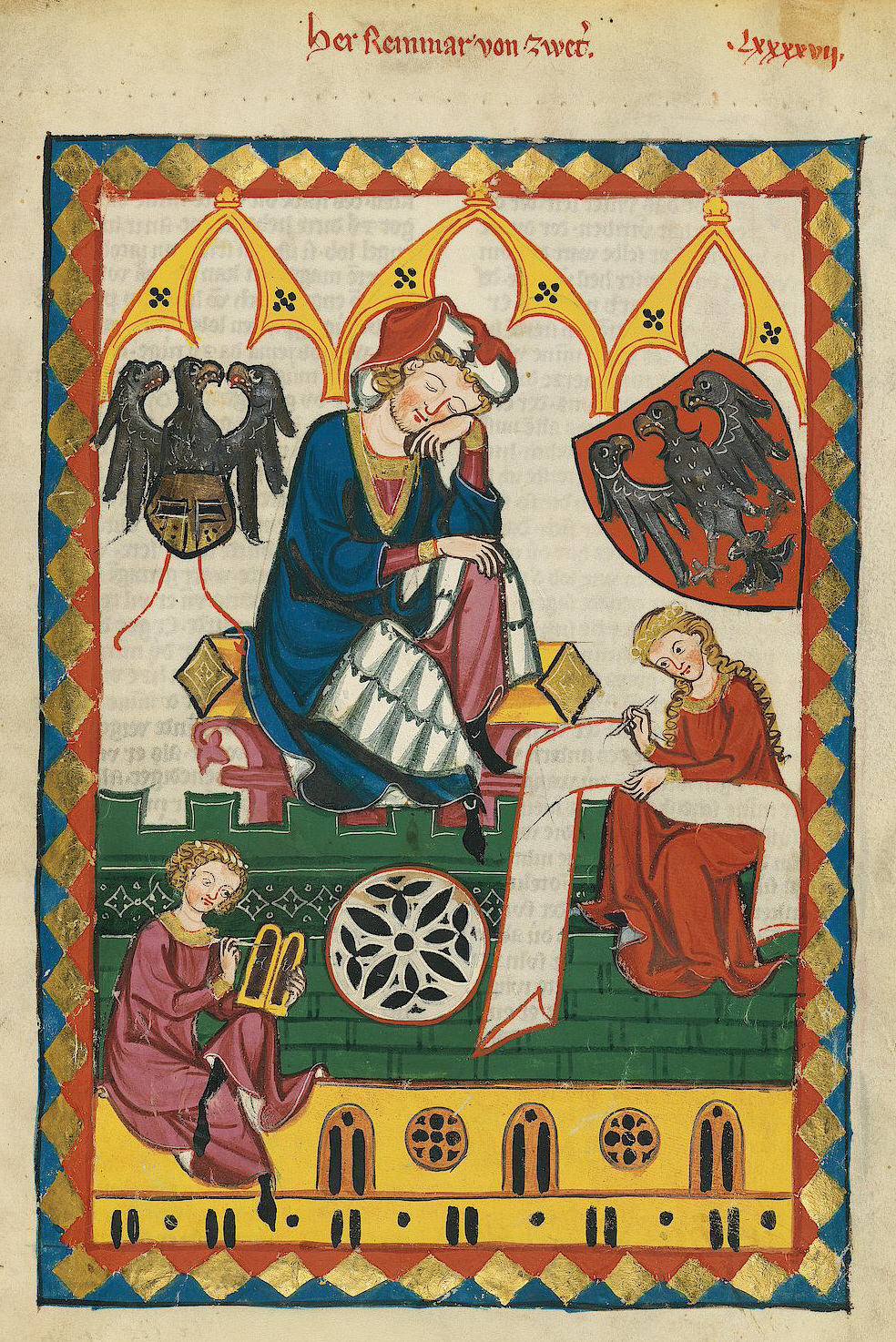
Imatge del Còdex Manesse, Zuric, 1305 -1340 - El poeta dicta un notari que escriu el poema en pastilles de cera. Una dona asseguda en el costat oposat escriu en un rotlle (Format rotulus desenrotllat a la seva falda).

## Subsistència del terme
Després que el rotlle fos gairebé reemplaçat pel còdex, certs escrits i documents es van continuar redactant en rotlles, en especial en el format rotulus. Quan això es va deixar de fer, en molts casos el terme va subsistir per denominar els documents o activitats vinculades:
- Màster of The Rolls: així es denomina encara a Anglaterra i Gal·les al jutge que es troba en tercer lloc jeràrquic a la Cort Suprema. Antigament tenia sota la seva custòdia els documents (rolls) de la cancelleria.
- Judgment roll o Decree roll: Fallada o Decret de la Cort a l'antiga Anglaterra.
- Plea rolls: Registraven tots els casos presentats en la Court of Common Pleas
- Tax Roll: és una llista de les persones i propietats subjectes al pagament de determinat impost, amb les sumes corresponents, per tal de facilitar el cobrament i portar un control. L'exemple més antic és el Cànon Reial de Torí, un rotlle de papir que data del regnat de Ramsès II. Subsisteixen amb aquest nom a diversos països.
- Pipe rolls: de vegades anomenats Grans Rotlles, són una col·lecció de registres financers del tresor del Regne Unit. El més antic data del segle xii i el seu ús es va estendre fins a 1833, conservant-se el conjunt pràcticament complet. També existeix una col·lecció a Normandia, d'entre 1066 i 1205, molt fragmentada. El seu nom es deu al fet que es guardaven dins d'un tub (en anglès: pipe).
- Als arxius del Regne Unit existeixen els Close Rolls, Patent Rolls, Fine Rolls, liberate rolls, scutage rolls, exchequer rolls, memoranda rolls, etc.[28] Cada categoria té finalitats administratius diferents i són variables els detalls dels seus formats.[29][30] Aquests manuscrits antics es guarden a Anglaterra a l'Oficina d'inscripcions Públiques, a la ciutat de Kew. Moltes d'aquestes denominacions se segueixen actualment utilitzant també als Estats Units i altres països anglosaxons.
- Rotlles obituaris (Lat. brevia o brevis): Anunciaven la mort d'un personatge important i no tenien límit en la seva longitud; era una pràctica habitual dels ordes monàstics a l'Edat Mitjana; el portador (anomenat roliger, rotulifer, bajulus, rotoli, breuiger, gerulus, etc.) portava el rotlle de lloc en lloc, i els diversos establiments agregaven el seu propi reconeixement, de vegades en forma poètica o demanant per les seves pròpies ànimes. La seva extensió augmentava amb el viatge, assolint de vegades longituds considerables. El "Rotlle de Matilda", filla de Guillem el Conqueridor i abadessa de La Trinitat de Caen, era de més de 20 metres. Desafortunadament varen ser destruïts a la Revolució Francesa. En molts casos se li anaven agregant fulls i canviaven els escribes i, conseqüentment, els tipus d'escriptura.[31] La literatura dona compte d'ells d'ençà el segle viii, però els més antics recuperats daten de la segona meitat del segle x.[32][33]

- Himnes religiosos: com els usats per cantar l'Exultet.
- Rotlles de la Torà: Contenen el Pentateuc. A les sinagogues, els rotlles són en format volum, com és la tradició hebrea, i es treu setmanalment per a la seva lectura.[34]

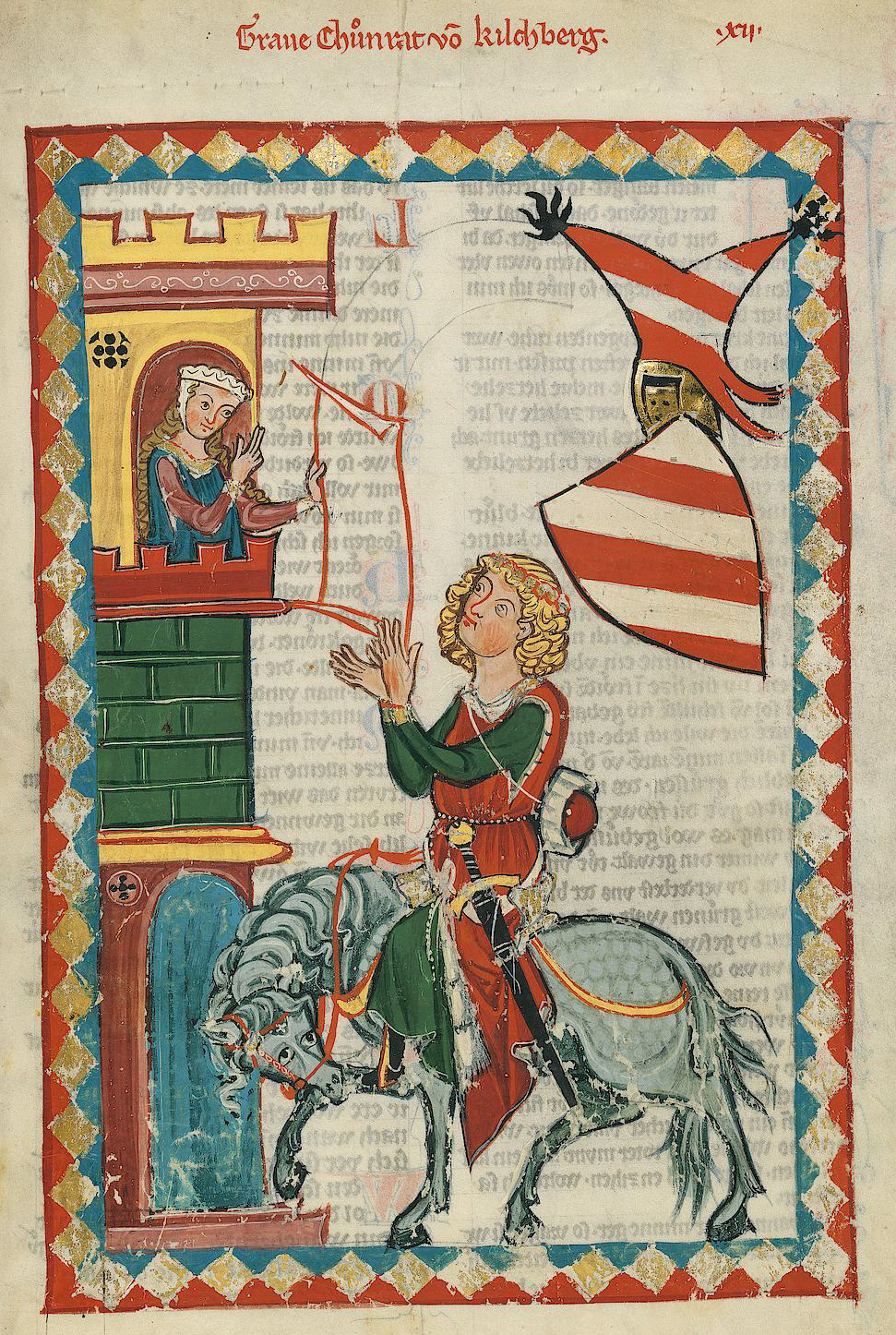
Imatge del Còdex Manesse, Zuric, 1305-1340. Trovador alemany (minnesänger) oferint un poema (format: rotulus) a la seva estimada.

## Rastres a l'etimologia
En català ‘rotlle’ indica la lista de les persones que formen part d'una tripulació, d'una colla de treballadors, etc.. En argot marítim és la llicència que dona el comandant d'una província marítima al capità o patró d'un vaixell, i en la qual consta la llista de la marineria que porta. També es fa servir com sinònim de paper d'una persona. L'espanyol van manllevar el mot rol del català.
La paraula ‘rol’ ve del suport material, el rotlle. Sovint en diverses cultures, una llarga llista que originalment tenia un rotlle com a suport, va derivar en el terme rol. És tradicional en el vocabulari marítim parlar del rol de la tripulació, puix que antigament la llista dels oficials i tripulants s'escrivia en un rotlle (format rotulus). Per a recordar el seu paper, els actors de teatre de l'edat mitjana duien un rotlle com a memoràndum del text. Certes llengües van prendre aquesta paraula per indicar el paper d'un actor: francès rôle, alemany Rolle, neerlandès rol…
El mot anglès scroll que significa rotlle de pergamí, designa l'acció de fer moure un text verticalment a la pantalla d'un ordinador, com es feia amb un rotulus.